# Hansa-Brandenburg
La Hansa und Brandenburgische Flugzeugwerke (communément appelé Hansa-Brandenburg) était un constructeur aéronautique allemand. Elle a été fondée en mai 1914, quelques mois avant le début de la Première Guerre mondiale, à la suite de l’achat de la Brandenburgische Flugzeugwerke par l'autrichien Camillo Castiglioni (en), qui transfère l’usine de Liebau à Brandebourg-sur-la-Havel. Ernst Heinkel travailla pour la nouvelle entreprise dès ses débuts. À l’automne 1915, il était devenu le plus grand constructeur aéronautique d’Allemagne, avec un capital de 1 500 000 marks, 1 000 employés et deux autres usines, l’une à Rummelsbourg, dans la banlieue de Berlin, et l’autre à Wandsbek, à Hambourg.
Bien que la fabrication ait été réalisée en Allemagne, Castiglioni était autrichien et de nombreux avions militaires de la société étaient destinés au corps de l'aviation austro-hongroise. La société est particulièrement connue pour sa série de chasseurs et d’avions de reconnaissance utilisés par la Kaiserliche Marine durant la guerre. Hansa-Brandebourg n'a pas survécu à l'après-guerre, avant même la promulgation du Traité de Versailles. Les activités ont cessé en 1919. 

## Modèles
- Hansa-Brandenburg B.I (en)
- Hansa-Brandenburg C.I
- Hansa-Brandenburg CC
- Hansa-Brandenburg D.1
- Hansa-Brandenburg G.I (en)
- Hansa-Brandenburg GW (en)
- Hansa-Brandenburg KDW
- Hansa-Brandenburg W (en)
- Hansa-Brandenburg W.11 (en)
- Hansa-Brandenburg W.12
- Hansa-Brandenburg W.13 (en)
- Hansa-Brandenburg W.19 (en)
- Hansa-Brandenburg W.20
- Hansa-Brandenburg W.27 (en)
- Hansa-Brandenburg W.29
- Hansa-Brandenburg W.33 (en)